# Cephalopholis panamensis
Cephalopholis panamensis е вид лъчеперка от семейство Serranidae.

## Разпространение
Видът е разпространен в Гваделупа, Еквадор, Колумбия, Коста Рика, Мексико, Никарагуа, Панама, Салвадор и Хондурас.